# 남양주시의회
남양주시의회는 경기도 남양주시 지역을 관할하는 기초의회이다.